# Kerstin Staver
Kerstin Lilian Staver född 9 september 1952 i Botkyrka församling, Stockholms län, är en svensk politiker och lärare. Hon var ledamot i Feministiskt initiativs partistyrelse från 10 september 2005. Hon var tidigare miljöpartistisk politiker och var kandidat vid valet av språkrör 1999, där valberedningens förslag Lotta Hedström vann över Yvonne Ruwaida med Kerstin Staver på tredje plats. Strax därefter blev hon av partistyrelsen utsedd till ledamot av miljöpartiets arbetsutskott 1999–2000. Hon valdes till miljöpartiets styrelse 1998 och var före det under tio år kommunalpolitiker i Växjö, varest hon nu driver pensionatsrörelse i en fastighet från 1870‑talet, tidigare ägd av Alfred Hedenstierna (Sigurd).